# (12423) Slotin
(12423) Slotin est un astéroïde de la ceinture principale.

## Description
(12423) Slotin est un astéroïde de la ceinture principale. Il fut découvert le 17 octobre 1995 à Kitt Peak par le projet Spacewatch. Il présente une orbite caractérisée par un demi-grand axe de 2,58 UA, une excentricité de 0,17 et une inclinaison de 4,8° par rapport à l'écliptique.

## Compléments